# Pauline Bohn
Auguste Friederike Pauline Bohn (* 17. Januar 1834 in Pillau; † 23. Februar 1926 in Königsberg) war eine ostpreußische Frauenrechtlerin und Gründerin des Königsberger Vereins Frauenwohl.

## Leben
Pauline Schwinck wurde als Tochter des Königlich Preußischen Hauptmannes und Ingenieur-Offiziers Gustav Schwinck und dessen Ehefrau Auguste Friederike Eleonore von Schön auf der Festung Pillau geboren. Theodor von Schön (1773–1856) war Paulines Großvater. 1862 heiratete sie den Königsberger Kinderarzt Heinrich Bohn (1832–1888). Er war  Mitglied im „Literarischen Kränzchen Königsberg“ um 1873. Aus ihrem Privatleben ist wenig bekannt. Dreißig Jahre (von 1890 bis 1920) widmete sie sich dem Bestreben, den werktätigen Frauen und Heimarbeiterinnen Ostpreußens mehr Rechte und Anerkennung für ihre Tätigkeit zukommen zu lassen, wobei ihr in den ersten Jahren tatkräftige Frauen zur Seite standen. Sie wurde unterstützt von den ostpreußischen Frauen Helene Neumann, Anna Reuter, Luise Hippel, Gertrud Fuhr, Marie Therese Gosse und Olga Friedemann.
Bohns Privatleben trat ganz hinter ihrem Engagement für die Sache zurück: „Die weibliche Jugend sei so zu erziehen, dass sie ihren Platz im Haus gut ausfüllen könne und als gleichberechtigt neben dem Manne und mit ihm an den großen Kulturaufgaben mitzuarbeiten habe“. Darin war sie sich mit den jüngeren, mit ihr befreundeten Mitstreiterinnen Helene Neumann, die erfolgreich den Gewerkverein der Heimarbeiterinnen leitete, und Olga Friedemann einig, tatkräftig für die staatliche Anerkennung der Berufsausbildung zur „Meisterin der Hauswirtschaft“ zu streiten. Diese Berufsbezeichnung wurde in der Nachfolgeorganisation des Königsberger Vereins Frauenwohl, im Königsberger Hausfrauenbund, 1926 in Königsberg eingeführt.
Im Ersten Weltkrieg legte Bohn persönlich Hand an, um der Bevölkerung und den Soldaten an deren Rastorten in Fragen der Verpflegung und Versorgung beizustehen.

### Gesellschaftliches Umfeld
In der Mitte des 19. Jahrhunderts galt für die Frauenbewegung noch immer die Verordnung Nr. 3261 (1850) aus der Regierungszeit Friedrich Wilhelms IV: „Verhütung eines die gesetzliche Freiheit und Ordnung gefährdenden Missbrauchs des Versammlungs- und Vereinigungsrechts“. Hier heißt es: Vereine, die bezwecken, politische Gegenstände in Versammlungen zu erörtern, dürften „keine Frauenspersonen, Schüler und Lehrlinge als Mitglieder aufnehmen“. Die genannten Personengruppen durften sogar „den Versammlungen und Sitzungen solcher politischen Vereine nicht beiwohnen“. Gegen Ende des 19. Jahrhunderts und mit Beginn der Sozialdemokratie in Berlin verbesserte sich in ganz Preußen die Situation der Frauen. In Berlin wurden 1888 der „radikale“ Verein Frauenwohl und 1892 der „gemäßigte“ Allgemeine Deutsche Frauenverein (ADF) mit Helene Lange (1848–1930) gegründet.

## Werk
Angeregt von Selma Berend, Berlin, gründete Pauline Bohn 1890 den Königsberger Verein Frauenwohl mit einer Fülle von regionalen Frauenwohl-Untervereinigungen in Ostpreußen. Auszug aus der Satzung des Vereins: „Der Verein tritt für die höhere und weitere Bildung des weiblichen Geschlechts auf wissenschaftlichem, gewerblichem und wirtschaftlichem Gebiet und für die Rechte der Frau ein“.
Siebzig Damen meldeten sich 1890 zur Gründung der Ortsgruppe Königsberg. Als eine der ersten Maßnahmen bestimmte Pauline Bohn eine hauswirtschaftliche Ausbildung für Gymnastinnen. Alsbald wurde hierfür die „Cecilienschule“ (bis 1909) genutzt. Die Schule hatte die Berechtigung, Lehrerinnen für Hauswirtschaft und weibliche Handarbeiten auszubilden. Sie führte Vierteljahreskurse für Kochen, Nadelarbeit und Bügeln durch. Den ersten Kurs mit 34 Mädchen leitete Gymnasialprofessor Georg Ellendt (1840–1908), der auch den Lehrplan hierfür ausgearbeitet hatte. Die Cecilienschule (auch Cäcilienschule) des Vereins ging – gemeinsam mit der Ostpreußischen Haushaltungsschule von Luise Hippel und den Geschwistern Popp – am 1. Oktober 1909 in die Ostpreußische Mädchengewerbeschule (OMGS) am Roßgärter Markt über. Erste Direktorin war Gertrud Fuhr, gefolgt von Marie Therese Gosse. Da der alte Bau am Roßgärter Markt in den 1920er Jahren zu eng wurde, übernahm die Stadt im Februar 1928 vom Verein die Aufgabe, einen Neubau zu realisieren. Das seinerzeit höchst moderne Gebäude der neuen OMGS wurde im Bauhausstil von dem Architekten Hanns Hopp errichtet.
Eine weitere Maßnahme war die „Schulung gebildeter Frauen in Krankenpflege in den Universitätskliniken“. Im Frühjahr 1893 wurde Bohn in die Vorbereitungsausschuss-Kommission für die im gleichen Jahr stattfindende Weltausstellung in Chicago gewählt, in deren Generalversammlung der Aufbau eines „Bundes Deutscher Frauenvereine“ (BDF von 1894 bis 1933) angeregt wurde. Schließlich gelang es Bohn, alle 32 regionalen Frauenwohlvereinigungen, juristisch klar definiert, in den „Verband der Königsberger Vereine“ zu integrieren und 1914 zu überführen in den „Königsberger Hausfrauenbund“.
Ab 1918 regelte Pauline Bohn den Übergang ihres Vereins Frauenwohl und alle im Verband integrierten Vereine in den „Königsberger Hausfrauenbund“. Anschließend löste sie 1920 den Königsberger Verein Frauenwohl auf, da der Staat zunehmend die Ausbildung der weiblichen Jugend zu seiner Aufgabe erklärte, ähnlich wie bei der Entwicklung der Cecilienschule. Aber sie schuf die Voraussetzungen dafür, dass Olga Friedemann und Helene Neumann, mit denen sie in freundschaftlicher Beziehung nicht nur über deren Königsberger Hausfrauenbund ab 1914 stand, ihr Werk vollenden konnten, die Hauswirtschaft in den Status eines staatlich anerkannten Berufszweiges gestellt zu bekommen, mit dem Abschluss im Jahre 1926 als „Meisterin der Hauswirtschaft“.

## Veröffentlichungen
- Pauline Bohn: Ein Viertel Jahrhundert Frauenarbeit in Königsberg, Beilage Frauenrundschau Nr. 15, Nr. 16, Nr. 17 und Nr. 18

Nr. 15, S. 1, in: Königsberger Hartung’sche Zeitung Nr. 171 (1915),
Nr. 16, S. 1, in: Königsberger Hartung’sche Zeitung Nr. 183 (1915),
Nr. 17, S. 1, in: Königsberger Hartung’sche Zeitung Nr. 195 (1915),
Nr. 18, S. 1, in: Königsberger Hartung’sche Zeitung Nr. 207 (1915)
- Pauline Bohn: Zur Frauenbewegung in Ostpreußen. In: Grenzland Welt (Untertitel: Blätter eines Jahrbuches der deutschen Arbeit des Ostens), Grenzland-Verlag Allenstein Jg. 2 (1921), S. 33–35